# Sambhalka
Sambhalka è una suddivisione dell'India, classificata come census town, di 11.064 abitanti, situata nel distretto di Delhi Sud Ovest, nello territorio federato di Delhi. In base al numero di abitanti la città rientra nella classe IV (da 10.000 a 19.999 persone).

## Geografia fisica
La città è situata a 28° 32' 10 N e 77° 06' 03 E.

## Società

### Evoluzione demografica
Al censimento del 2001 la popolazione di Sambhalka assommava a 11.064 persone, delle quali 6.701 maschi e 4.363 femmine. I bambini di età inferiore o uguale ai sei anni assommavano a 2.032, dei quali 1.094 maschi e 938 femmine. Infine, coloro che erano in grado di saper almeno leggere e scrivere erano 6.641, dei quali 4.583 maschi e 2.058 femmine.